# Racing de Veracruz
El Racing de Veracruz.anteriormente llamado Racing Fútbol Club Porto Palmeiras, más conocido como "El Monstruo Morado" es un equipo de fútbol de Veracruz fundado el 2 de mayo de 2023, que participa en la Serie A de la Segunda División de México desde la temporada 2023-2024. Disputa sus partidos en la Unidad Deportiva Hugo Sánchez ubicada en Boca del Río, Veracruz. Sus colores tradicionales del uniforme de "El Monstruo Morado" son el morado y el blanco. 

## Historia
En diciembre de 2019 el puerto de Veracruz se quedó sin fútbol profesional tras la desafiliación de los Tiburones Rojos de Veracruz, equipo que participaba en la Primera División de México y había representando a la ciudad durante casi ochenta años. Luego de la desaparición de los Tiburones surgieron algunas iniciativas para devolver el balompié a la ciudad, siendo el Atlético Veracruz y el Club Veracruzano de Fútbol Tiburón las dos propuestas más visibles, aunque ninguna de ellas pudo establecerse en la ciudad por problemas administrativos o financieros, además de las dificultades de difusión de sus actividades, pues ambos clubes militaban en la Liga de Balompié Mexicano, una liga de fútbol paralela a las organizadas por la Femexfut y por lo tanto no recibieron la suficiente atención mediática.
En marzo de 2023 el gobierno de Veracruz inició las obras para la reconstrucción del Estadio Luis "Pirata" Fuente, escenario principal del fútbol veracruzano, esto debido al estado de abandono en el que se encontraba y para atraer a posibles inversionistas interesados en llevar una franquicia a esa plaza.
Mientras comenzaba la remodelación del estadio veracruzano, la escuela de fútbol Porto Palmeiras inició las gestiones para establecer un equipo de fútbol profesional en Veracruz, en febrero de 2023 iniciaron las pláticas con el Racing City Group, un conglomerado de capital catarí que cuenta con clubes en varios países del mundo, finalmente el 22 de abril se anunció la creación de un nuevo equipo de fútbol llamado Racing Porto Palmeiras y con sede en Veracruz.
Tras anunciarse la creación del equipo se iniciaron los pasos para la conformación de la plantilla, la directiva contrató a Héctor Jair Real como director técnico. El 30 de junio de 2023 el Racing Porto Palmeiras fue aceptado oficialmente en la Segunda División de México, siendo colocado en el Grupo 2 de la Serie A de México.
El equipo debutó de manera oficial el 12 de agosto de 2023 visitando a los Reboceros de La Piedad, el Racing consiguió el triunfo en su primer partido tras imponerse al cuadro michoacano por un marcador de dos a uno, al minuto 6 el defensa Fabrizio Ruiz marcó el primer gol en la historia del conjunto veracruzano.
El primer título del Racing fue en Cancún del año 2023 en el Torneo Internacional Premier, una competición amistosa en donde clubes mexicanos y extranjeros participaron. El Racing llegó a la final y el 10 de diciembre del mismo año consiguieron coronarse campeones ante Chihuahua FC, consiguiendo así su primer título.
El primer campeonato oficial del club llegó el 10 de abril de 2024, cuando consiguieron ganar la edición 2024 de la Copa Conecta, un torneo que conjunta a 32 equipos de la Segunda y Tercera División del país, el Racing logró el título al derrotar en la final al Diablos Tesistán Fútbol Club con un marcador de 0-2.
A principios de junio de 2024 la directiva del club decidió terminar el vínculo con el Racing City Group, por lo que se convirtió en un equipo independiente de cualquier grupo internacional.El 28 de junio se dio a conocer el cambio de nombre del club, pasando a llamarse Racing de Veracruz para representar oficialmente a su zona de origen.
En julio de 2024 los dueños del Racing de Veracruz intentaron adquirir la franquicia del equipo Tepatitlán FC de la Liga de Expansión MX, la operación se hacía con el objetivo de buscar establecer la franquicia de la categoría de plata del fútbol mexicano en el Puerto de Veracruz a partir del torneo Apertura 2024, sin embargo, la compra fue rechazada por la asamblea de dueños de la Liga, por lo que finalmente se hizo un convenio de colaboración entre el Racing de Veracruz y el Tepatitlán.Como parte del acuerdo, varios jugadores del equipo veracruzano pasaron a reforzar a la escuadra jalisciense, además de integrar al cuerpo técnico que dirigió al Racing en su temporada inaugural.
En febrero de 2025 se completó el cambio de administración del Tepatitlán, sin embargo, la nueva directiva anunció la continuidad del proyecto en Jalisco, ante las pocas probabilidades de obtener la aprobación para el cambio de nombre y sede del equipo a Veracruz, propuesta que ya había sido rechazada por la asamblea de dueños de la Liga de Expansión celebrada el año anterior. En junio del mismo año la directiva del Racing traspasó el equipo al empresario del ramo automotriz Gustavo García, quien pasó a ser el propietario del equipo alteño, dando por terminada la alianza entre ambos clubes.
Tras la desvinculación con el equipo de Tepatitlán, la directiva del Racing se enfocó en fortalecer su estructura, realizando obras de modernización y ampliación del aforo de la Unidad Deportiva Hugo Sánchez, buscando alcanzar una capacidad para albergar a 5,000 espectadores. Además de establecer un nuevo equipo de fuerzas básicas llamado FC Racing, el cual competirá en la Serie B de México a partir de la temporada 2025-26.

## Estadio
Ante la falta de un estadio de fútbol en Veracruz, de forma provisional el Racing de Veracruz disputa sus partidos como local en el campo de fútbol de la Unidad Deportiva Hugo Sánchez, el cual se encuentra localizado en el municipio de Boca del Río y cuenta con una capacidad para albergar a 2,500 espectadores.

## Palmarés
| Competición nacional | Títulos | Subcampeonatos |
| -------------------- | ------- | -------------- |
| Copa Conecta (1/0)   | 2024    |                |

## Temporadas
| Temporada     | División          | Posición                      |
| ------------- | ----------------- | ----------------------------- |
| 2023/2024     | 3.Segunda Serie A | 1.º Grupo II (Final de grupo) |
| Apertura 2024 | 3.Segunda Serie A | 8.º Grupo III                 |
| Clausura 2025 | 3.Segunda Serie A | 1.º Grupo III (Cuartos)       |

## Proveedores y patrocinadores
A continuación se enumeran en orden cronológico el fabricante de las indumentarias y los patrocinadores del club:
| Período   | Proveedor | Patrocinador         |
| 2023-2024 | Joma      | Racing Sport Holding |
| 2024-2025 | Joma      | Racing Sport Holding |
| 2025-2026 | Hummel    | Ninguno              |